# Antoine-Joseph Loriot
Pour les articles homonymes, voir Loriot.
Antoine-Joseph Loriot est un mécanicien et inventeur français, né au moulin de Bannans près de Pontarlier en 1716 et mort à Paris le 9 décembre 1782.
Il était le frère cadet de l'architecte Louis-Adam Loriot.

## Biographie

### Jeunesse en Franche-Comté
Ayant à peine terminé son apprentissage, Antoine-Joseph Loriot invente un procédé pour fabriquer des fers-blancs de meilleure qualité que ceux produits en Allemagne, mais le privilège de cette fabrication ayant été accordé à une compagnie, il s'arrête de s'y intéresser. Ne trouvant pas d'encouragement pour ses recherches dans sa région, il vient à Paris et entre comme ouvrier dans une manufacture.

### Inventeur à Paris
Pendant ses loisirs il s'intéresse à la production du « caillon d'Égypte » et des émaux. Il invente un métier à rubans mais la corporation des rubaniers de Lyon obtient du roi son interdiction.
Il s'est d'abord fait connaître en 1753 après avoir inventé avec Maurice Quentin de la Tour et présenté à l'Académie de peinture un procédé permettant de fixer le pastel sans en altérer l'éclat.
En 1753 il présente à l'Académie des sciences une machine permettant à un enfant de déplacer des charges lourdes. Le comte de Caylus lui demande de perfectionner la méthode d'étamage des glaces. Il devient pensionnaire du roi.
En 1757, François Nugues et Noël-Hélène-François Danycan de l'Épine font appel au « méchanicien, pensionnaire du Roy » Loriot pour essayer d'améliorer la productivité de leur mine. Il est présent à la mine de Pont-Péan en mai. Il commence à mettre au point une machine qui peut à la fois laver et trier le minerai. Il entreprend alors de moderniser l'ensemble des laveries, mais aussi la fonderie et l'extraction du minerai. Mais essayant de résoudre trop de difficultés en même temps, il ne réussit pas à trouver une solution efficace.
Antoine-Joseph Loriot fait de multiples expériences pour trouver des moyens d'économiser le temps et la main-d'œuvre qui finissent par provoquer l'opposition de tout le personnel et d'une partie de la direction. Cela conduit, le 26 janvier 1760, Antoine-Joseph Loriot à quitter la mine.
Il a mis au point des machines à casser le minerai dans l'eau. Ayant présenté à l'Académie royale des sciences ses machines « destinée à casser le minerai dans les mines de plomb » le 8 juillet 1761, elles sont approuvées par elle.
Le 5 septembre 1761, il présente à l'Académie les machines à laver et à cribler qu'il a mis au point. Elles sont aussi approuvées.
Ces différentes inventions ne vont pas empêcher l'échec financier de l'exploitation de la mine. Cela conduit à des désaccords entre les partenaires de la société. Le 6 juillet 1765, la mine de Pont-Péan est rachetée par les exploitants des mines de Poullaouen et Huelgoat.
Il a présenté à l'Académie des sciences une machine à battre les grains avec une seule personne qui en remplace douze.
Il a inventé une machine pour économiser le temps et la main d'œuvre pour le râpage des tabacs dans les manufactures royales.
Il réalise en 1767, pour le Palais de Trianon, une table mécanique qui montait toute servie et descendait au même signal.
En 1774, il découvre un mortier imperméable à l'eau qui durcit sous l'eau, le « mortier-Loriot ». Cette découverte est faite par Loriot en essayant de découvrir le mortier romain décrit par Pline l'Ancien dans son Histoire naturelle.  Le 15 janvier 1774, l'abbé Terray, contrôleur général des Finances, écrit à Jean-Rodolphe Perronet au sujet d'un nouveau ciment mis au point par le sieur Loriot : « pour un ciment qui a beaucoup d'avantages sur tous ceux qu'on a utilisés jusqu'ici [...] et les nouvelles épreuves en grand qui ont été faites dans les diverses Maisons royales ayant eu jusqu'à ce jour tout le succès qu'on en attendait ». Devant la réussite, le roi Louis XV a fait l'acquisition du secret. Il poursuit : « sa Majesté a jugé à propos qu'il fut dévoilé et rendu public pour l'utilité générale de ses sujets ». Loriot a donc mis par écrit le procédé de fabrication. L'abbé Terray informe donc Perronet pour qu'il fasse distribuer ce livret auprès des ingénieurs : « le sieur Loriot vient de remplir cet objet par la publication d'un Mémoire dont je joins ici quinze exemplaires. Je vous prie de les distribuer aux différentes personnes du département des ponts et chaussées à qui il importe le plus d'en avoir connaissance. Et les ingénieurs en chef des Généralités doivent en recevoir par la voie de Messieurs les Intendants ». Cette méthode de fabrication est adoptée dans le royaume de Piémont.
La paternité de cette découverte lui a été contestée par M. D'Étienne.
Un architecte de Lyon, Jean-Antoine Morand de Jouffrey, lui dispute l'invention d'une machine hydraulique, mue par l'eau elle-même, qu'elle élève à la hauteur désirée.
Le Mercure de France fait une description du cabinet d'Antoine-Joseph Loriot rempli des machines de son invention dans un article de Patte, paru en février 1778.
En 1780, il expose dans une lettre au marquis d'Angiviller un procédé pour fixer le pastel.